# Tržnica
Tržnica je posebno izdvojeni i uređeni prostor namijenjen za trgovinu prehrambenim i neprehrambenim proizvodima, voćem, povrćem i ribom.

## Općenito
Tržnica je izvedenica hrvatske riječi tržiti-trgovati.
Tržnica može biti natkriveni ili otvoreni prostor s tezgama na kojima je izložena roba koja se pušta u prodaju. Tezge su, ovisno o vrsti robe koja se prodaje opremljene vagom, blagajnom i istaknutim cijenama proizvoda. 
Na tržnici je, za razliku od ostalih trgovina i trgovačkih kuća dozvoljeno pogađanje između kupca i prodavatelja za što povoljniju cijenu.

## Vrste tržnica

### Zelena tržnica
Zelena tržnica je uglavnom namijenjena trgovini povrćem i voćem, mliječnim proizvodima, mesom, mesnim prerađevinama, jajima, ljekovitim biljem i ostalim prehrambenim proizvodima za koje prodavatelj ima dozvolu za trgovinu.

### Riblja tržnica
Ribarnica ili peskarija je namijenjena trgovini ribom, školjkama, muzgavcima i ostalim morskim i slatkovodnim organizmima. 

### Sajmište
Sajmište je tržnica namijenjena trgovini raznim porizvodima. Na sajmištima se u ponudi može naći polovna roba kao što su auto dijelovi, iznošena odjeća i obuća, tehnička roba i ostalo.
Sajmišta također nude i novu robu, poput odjeće i obuće, tehničke robe, ali i kućnih ljubimaca, glazbenih cd-ova itd.

## Vanjske poveznice
- Tržnice Zagreb
- Tržnice Dubrovnik  Arhivirana inačica izvorne stranice od 29. lipnja 2007. (Wayback Machine)